# Северная бухта (Славянский залив)
Се́верная бу́хта — бухта в Приморском крае России, северная часть Славянского залива.
Бухта сравнительно мелководная, наибольшая глубина не превышает 10 м. Дно илисто-песчаное, покрыто плотными зарослями водорослей. Берега песчаные, у мысов галечные. Зимой бухта превращается в место подлёдной рыбалки.